# Mychajlo Ptucha
Mychajlo Wassyljowytsch Ptucha  (ukrainisch Михайло Васильович Птуха, russisch Михаил Васильевич Птуха Michail Wassiljewitsch Ptucha; * 26. Oktoberjul. / 7. November 1884greg. in Oster, Gouvernement Tschernigow, Russisches Kaiserreich; † 3. Oktober 1961 in Kiew, Ukrainische SSR) war ein ukrainisch-sowjetischer Statistiker, Demograph und Ökonom.

## Leben
Mychajlo Ptucha kam in der Stadt Oster in der heute ukrainischen Oblast Tschernihiw als Sohn eines Angestellten der Kreisverwaltung zur Welt. Nach seinem Schulabschluss in Oster arbeitete er 1898 zunächst als Mitarbeiter der Statistikabteilung bei der Gouvernementsverwaltung in Tschernigow und machte 1904 in Noworossijsk das Abitur.

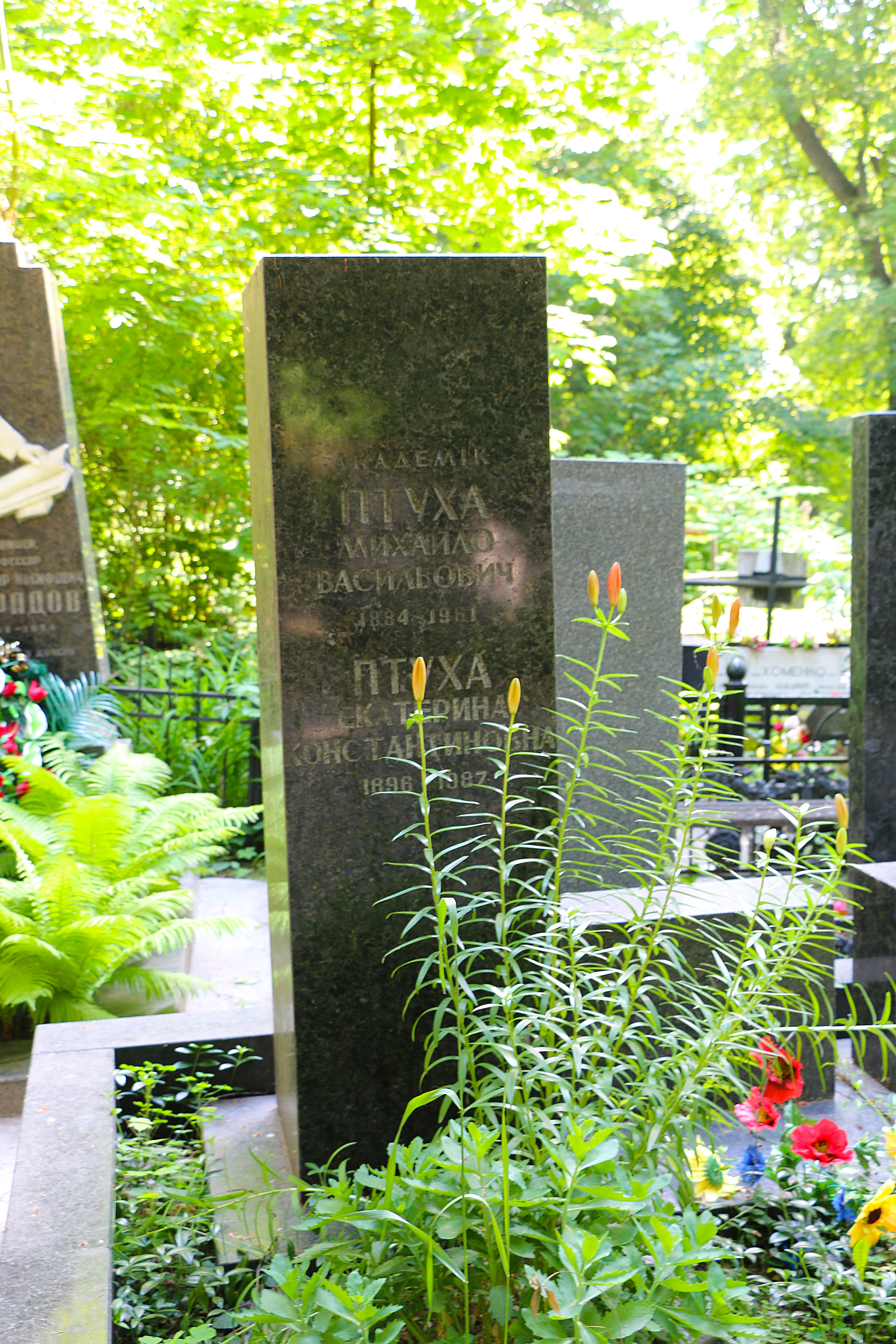
Grab von Mychajlo Ptucha auf dem Baikowe-Friedhof in Kiew

Von 1906 an studierte er an der Juristischen Fakultät der Universität Sankt Petersburg, die er 1910 absolvierte. Anschließend arbeitete er, zur Vorbereitung seiner Professur, an der dortigen Fakultät für politischen Ökonomie und Statistik und war 1910/1911 Gasthörer an der Universität in Berlin.
Zwischen 1913 und 1916 war er als Privatdozent an der Petersburger Universität tätig und in den Jahren 1917/1918 war er Dekan der Fakultät für Rechtswissenschaften in Perm.
1918 zog er nach Kiew und gründete dort im selben Jahr das Institut für Demographie (ab 1934 Institut für Demographie und Gesundheitsstatistik) der Ukrainischen Akademie der Wissenschaften, das er bis 1938 leitete.
1920 wurde er Mitglied der Ukrainischen Akademie der Wissenschaften.
Das Institut für Demographie und Gesundheitsstatistik wurde 1938, im Zusammenhang mit der endgültigen Klassifizierung von demographischen Statistiken, geschlossen. Ptucha selbst wurde am 21. Februar 1938 verhaftet und von einem Armee-Tribunal in Kiew verurteilt. Am 19. Januar 1940 wurde er wegen grundloser Anschuldigungen entlassen.
Zwischen 1940 und 1950 leitete er die Statistikabteilung für des Instituts für Wirtschaft der Akademie der Wissenschaften der Ukrainischen SSR und von 1945 bis 1950 zudem das Institut für Sozialwissenschaft der Akademie der Wissenschaften der dem ukrainischen SSR. Während des Zweiten Weltkriegs war er in den Jahren 1941/1942 Senior-Fellow des Instituts für Sozialwissenschaften in Ufa. 1943 wurde er korrespondierendes Mitglied der Akademie der Wissenschaften der UdSSR und war als Gast der Akademie zwischen 1944 und 1947 wissenschaftlicher Mitarbeiter an deren Institut für Wirtschaft. Zudem lehrte Ptucha an mehreren höheren Bildungseinrichtungen in Kiew.
Ptucha lebte in der Lutherischen Straße (ukrainisch: Лютеранська вулиця) Nr. 21/12 in Kiew-Petschersk. Dort starb er 76-jährig und wurde auf dem Baikowe-Friedhof in Kiew bestattet.

## Werk
Von großer Bedeutung waren Ptuchas Forschungen zu Bevölkerungsstatistiken. Er veröffentlichte Werke zur allgemeinen Theorie der Statistik, zur theoretischen und angewendeten Demographie sowie zur Geschichte der Statistik und Demographie.

## Ehrungen
- 1944 Verdienter Wissenschaftler der Ukrainischen SSR[7]
- 1944 Orden des Roten Banners der Arbeit[3]
- 1945 Ehrenzeichen der Sowjetunion[3]
- Am 15. September 2001 wurde zum Gedenken an seinem ehemaligen Wohnhaus auf der Lutherischen Straße Nr. 21/12 eine Gedenktafel angebracht.[3]
- Im November 2009 wurde auf Beschluss des Präsidiums der Nationalen Akademie der Wissenschaften der Ukraine das Institut für Demographie und Sozialwissenschaften der Nationalen Akademie der Wissenschaften der Ukraine nach ihm benannt.[1]